# The Papas and the Mamas
The Papas and the Mamas är folkrockgruppen The Mamas and the Papas fjärde studioalbum, släppt 1968 på skivbolaget Dunhill. Det här var gruppens sista album innan den splittrades (om man bortser från återföreningsalbumet People Like Us 1971). 
Albumet nådde som bäst 15:e plats på Billboards albumlista. Det innehåller gruppens sista stora hit, deras cover på "Dream a Little Dream of Me", och den mindre hiten "Twelve-Thirty".

## Låtlista
Sida 1
1. "The Right Somebody to Love" (Jack Yellen/Lew Pollack) – 0:43
2. "Safe in My Garden" (John Phillips) – 3:15
3. "Meditation Mama (Transcendental Woman Travels)" (Lou Adler/John Phillips) – 4:25
4. "For the Love of Ivy" (Denny Doherty/John Phillips) – 3:45
5. "Dream a Little Dream of Me" (Fabian Andre/Gus Kahn/Wilbur Schwandt) – 3:17
6. "Mansions" (John Phillips) – 3:47

Sida 2
1. "Gemini Childe" (John Phillips) – 4:07
2. "Nothing's Too Good for My Little Girl" (Ned Wynn) – 3:09
3. "Too Late" (John Phillips) – 4:10
4. "Twelve Thirty (Young Girls Are Coming to the Canyon)" (John Phillips) – 3:26
5. "Rooms" (John Phillips) – 2:52
6. "Midnight Voyage" (John Phillips) – 3:13